# 細菌微區室

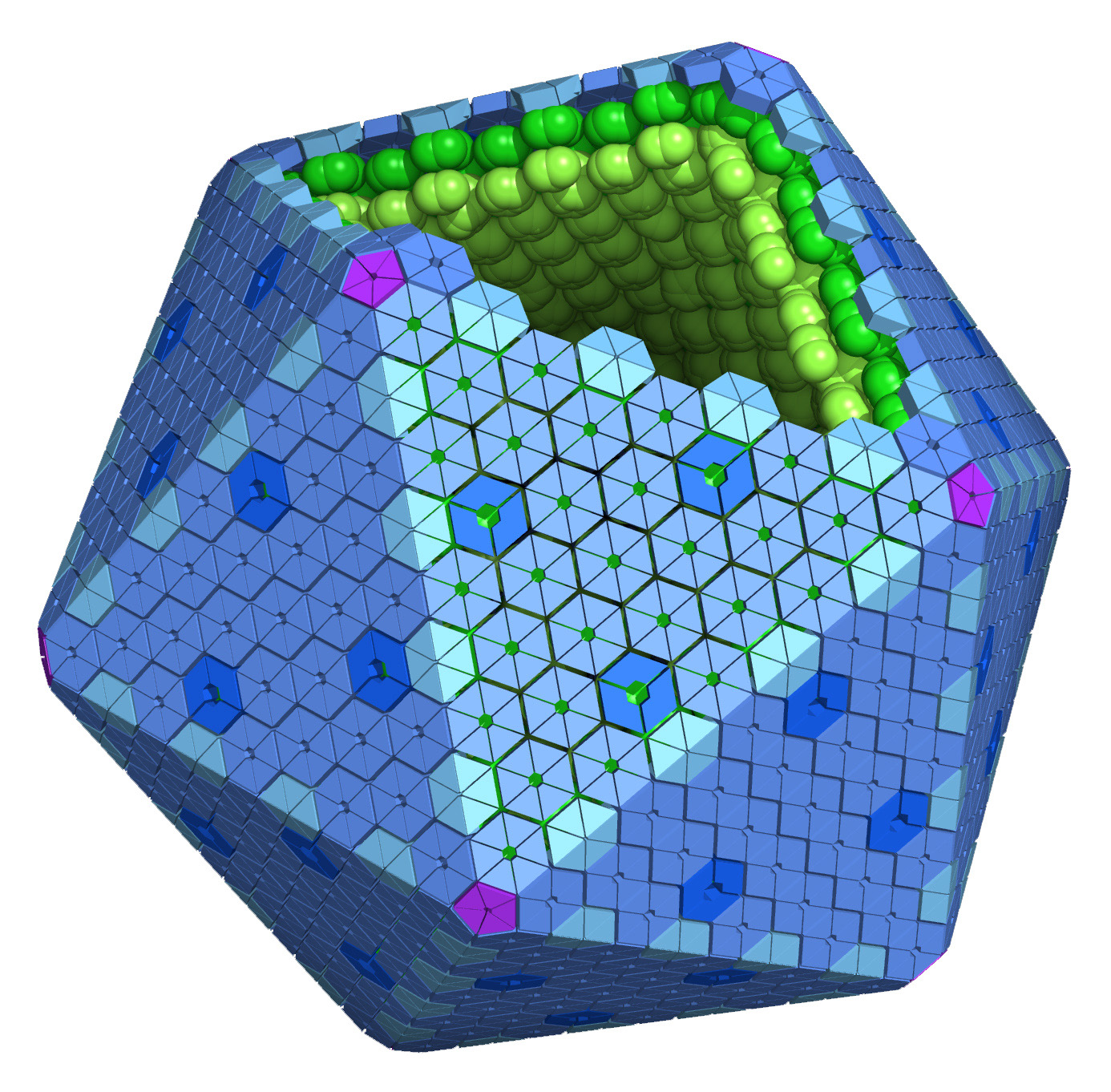
細菌微區室的結構示意圖

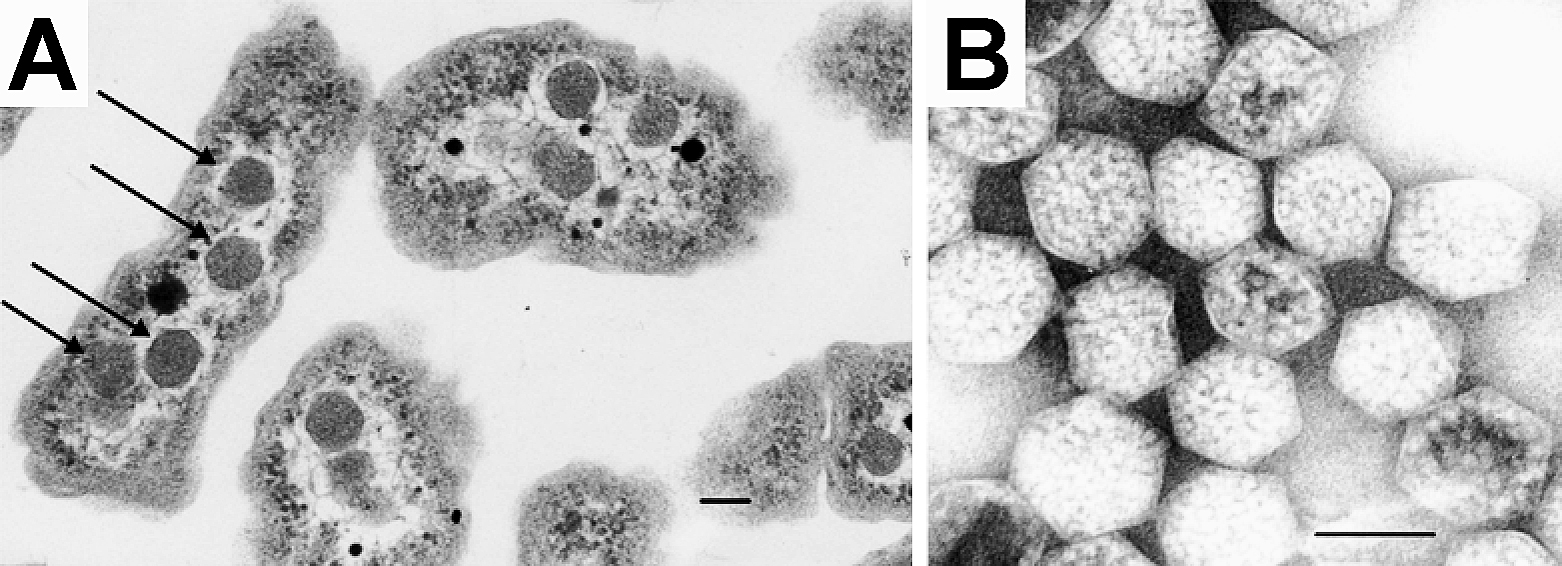
化學自營細菌Halothiobacillus neapolitanus的羧酶体（電子顯微鏡圖像），比例尺為100奈米

細菌微區室（英語：Bacterial microcompartment，BMC）是細菌中一種類胞器的結構，為多種蛋白質組成的複合體，由外層的結構蛋白包裹內部的酵素，外型呈正二十面體或近似正二十面體，直徑一般介於40至200奈米之間。微區室外層的結構蛋白有類似膜的功能，將內外物質分隔，並可選擇性地讓部分物質進出。
羧酶体為最早被發現的細菌微區室，可促進固碳作用的微區室，內含RuBisCO和碳酸酐酶兩種酵素，此微區室是1950年代研究人員使用電子顯微鏡觀察藍菌時發現，並於1973年被命名。1990年代以前僅知自營細菌具有微區室，隨後漸在多種異營細菌中發現參與其他代謝作用的微區室，通稱為代謝體（metabolosome）。不同種類的細菌微區室中的酵素不同，但外殼結構蛋白相似，一般構成蛋白六聚體（或擬六聚體）後再組成二十面體的外殼。

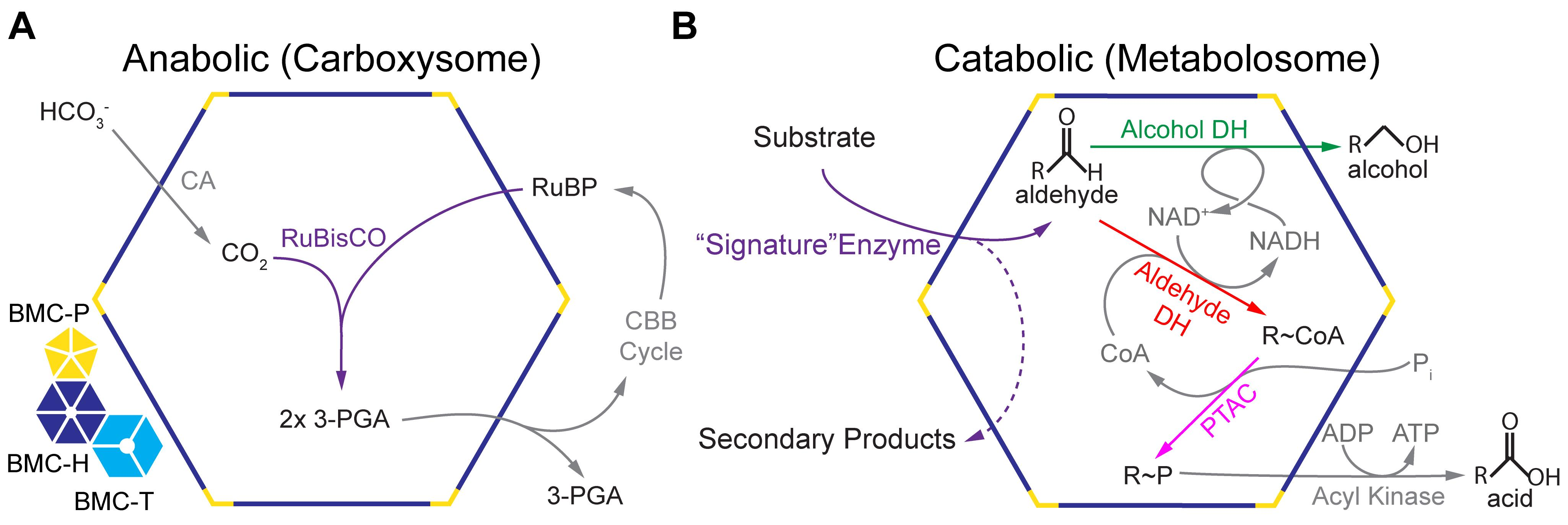
細菌微區室的功能示意圖：（A）自營細菌的羧酶体；（B）異營細菌的代謝體